# Ujjain
Ujjain – miasto w Indiach, w stanie Madhya Pradesh, w górach Windhja, nad rzeką Sipra. W 2011 r. miasto to zamieszkiwało 515 215 osób.
W tym mieście rozwinęło się rzemiosło tkackie, a także przemysł bawełniany, spożywczy, metalowy, materiałów budowlanych oraz odzieżowy.